# Erving Goffman
Erving Goffman, född 11 juni 1922 i Mannville i Alberta i Kanada, död 19 november 1982 i Philadelphia, var en kanadensisk-amerikansk professor i antropologi och sociologi samt författare.
Efter studier vid University of Toronto studerade Goffman sociologi vid University of Chicago. I samband med att han var knuten till universitetet i Edinburgh företog han fältstudier på Shetlandsöarna. På 1950-talet arbetade han vid amerikanska National Institute of Mental Health och utförde under ett år deltagande observationer på ett mentalsjukhus. År 1958–1968 var han anställd vid University of California, Berkeley. Från 1968 till sin död var han professor i antropologi och sociologi vid University of Pennsylvania. 
Goffman har skrivit artiklar och böcker som alla är originella, detaljerade och ofta lite sarkastiska, men som alltid utgör ett fascinerande studium av mänskliga interaktioner. Goffman blev kort före sin död vald till ordförande för det amerikanska sociologförbundet, men kunde på grund av sjukdom inte hålla den traditionella föreläsningen vid förbundets årskongress 1982.

## Teoribildning

### Goffmans dramaturgiska liknelse
Goffman använder metaforer från teatervärlden i analysen av vardagslivet. Aktören uppträder på en scen, observeras av publiken och drar sig tillbaka bakom kulisserna för att förbereda nästa föreställning. I samspelet mellan människor utgör alla på samma gång publik och aktör. 
En invändning mot detta perspektiv är att när en social interaktion beskrivs som ett strategiskt rollspel, frånkänns aktören varje form av autenticitet eller ärlighet i sitt uppträdande (se exempelvis: Michèle Lamonts sociologi). Goffmans svar är att de roller vi spelar reflekterar verkliga sidor hos oss, och att de således i sig själva är autentiska. Även om aktörerna hårt "regisserar sitt framträdande" för att upprätthålla en viss självbild, så är det inte för att dölja ett djupare och sannare jag. Det är inte heller så att kontrollen över situationsdefinitionen vacklar på grund av bristande erkännande från andra.

### Intrycksstyrning
Goffman introducerade begreppet intrycksstyrning eller intrycksmanipulation i The Presentation of Self in Everyday Life (1959, svensk översättning: Jaget och maskerna). Begreppet ingår i Goffmans dramaturgiska perspektiv på samhället. I analogi med teatern framställer han vardagslivets samspel som framträdande där man som en skådespelare spelar roller med de andra som publik. Tillsammans med andra människor försöker man alltid att presentera en bestämd bild av sig själv, det vill säga styra det intryck andra får av en. Målet med intrycksstyrning är inte bara att presentera sig själv i ett allmänt fördelaktigt ljus, utan också att framställa sig själv på ett sätt som ligger i linje med de normer och regler som gäller för den situation man befinner sig i och med den roll man spelar. Aktörer spelar olika roller i olika sociala situationer.

### Totala institutioner
En total institution är enligt Goffman en organisation i vilken alla aspekter av individernas liv är underordnade och beroende av institutionens organisation och auktoritet. Totala institutioner karakteriseras av hinder för socialt umgänge med världen utanför, hinder för medlemmarna att avlägsna sig och en systematisk ambition att bryta med individens tidigare jag. Goffman använder de extrema institutionerna för att illustrera grundläggande sociala mekanismer som han menar förekommer i hela samhället, men blir mer synliga i den auktoritära organisationen.[källa behövs]